# Спасо-Преображенский собор (Новозыбков)
Спасо-Преображенский собор — старообрядческий православный храм в городе Новозыбкове Брянской области. Принадлежит Московской епархии Русской древлеправославной церкви. В 1963—2000 годах был кафедральным собором этого согласия.

## История
Деревянный старообрядческий храм в Новозыбкове был заложен в апреле 1911 года. Строительство велось на средства местного купца Дмитрия Кублицкого без предварительного проекта, при активном участии всей новозыбковской старообрядческой общины. Постройка была завершена в 1914 году.
В 1938 году церковь была закрыта. Богослужения возобновлены в 1943 году. В 1963 году храм стал кафедральным собором РДЦ, а его настоятелем назначен Афанасий Калинин, будущий предстоятель РДЦ. В 1970—1980-х годах были построены 2 новых алтаря, позолочены купола, реставрирован иконостас, установлены 4 новых колокола, храм был почти полностью перерасписан. В 1990 году открыто Высшее древлеправославное духовное училище.
В 2000 году возле алтаря храма был погребён архиепископ Аристарх (Калинин). В том же году новый предстоятель РДЦ Александр (Калинин) перенёс кафедру из Новозыбкова в Москву.

## Архитектура
Храм построен из дерева на кирпичном цоколе в стиле эклектики. Трёхъярусная колокольня с грушевидным куполом соединена с храмом через трапезную.
Первоначальная роспись была выполнена в примитивном стиле. В 1980-х годах храм был почти полностью перерасписан. Из первоначальной росписи сохранились только 2 ангела в трапезной. Иконостас пятиярусный. 2 нижних яруса были сооружены в начале XX века, а 3 верхних яруса были надстроены в 1980-х годах.
С южной стороны храма находится небольшая часовня, построенная в конце XIX — начале XX века в том же стиле, что и храм.